# Мануель Буено
Мануель Буено (ісп. Manuel Bueno, нар. 5 лютого 1940, Севілья) — іспанський футболіст, що грав на позиції нападника.
Виступав, зокрема, за клуб «Реал Мадрид».
Восьмиразовий чемпіон Іспанії. Дворазовий володар Кубка Іспанії. Дворазовий володар Кубка чемпіонів УЄФА. Володар Міжконтинентального кубка.

## Ігрова кар'єра
У дорослому футболі дебютував 1958 року виступами за команду «Кадіс», у якій провів один сезон. 
Своєю грою за цю команду привернув увагу представників тренерського штабу клубу «Реал Мадрид», до складу якого приєднався 1959 року. Відіграв за королівський клуб наступні дванадцять сезонів своєї ігрової кар'єри. За цей час вісім разів виборював титул чемпіона Іспанії, ставав володарем Кубка Іспанії (двічі), володарем Кубка чемпіонів УЄФА (двічі), володарем Міжконтинентального кубка.
Завершив ігрову кар'єру у команді «Севілья», за яку виступав протягом 1971—1973 років.

## Титули і досягнення
- Чемпіон Іспанії (8):

«Реал Мадрид»: 1960-1961; 1961-1962; 1962-1963; 1963-1964; 1964-1965; 1966-1967; 1967-1968; 1968-1969
- Володар Кубка Іспанії (2):

«Реал Мадрид»: 1961-1962; 1969-1970
- Володар Кубка чемпіонів УЄФА (2):

«Реал Мадрид»: 1959-1960, 1965-1966
- Володар Міжконтинентального кубка (1):

«Реал Мадрид»: 1960